# Louis McLane

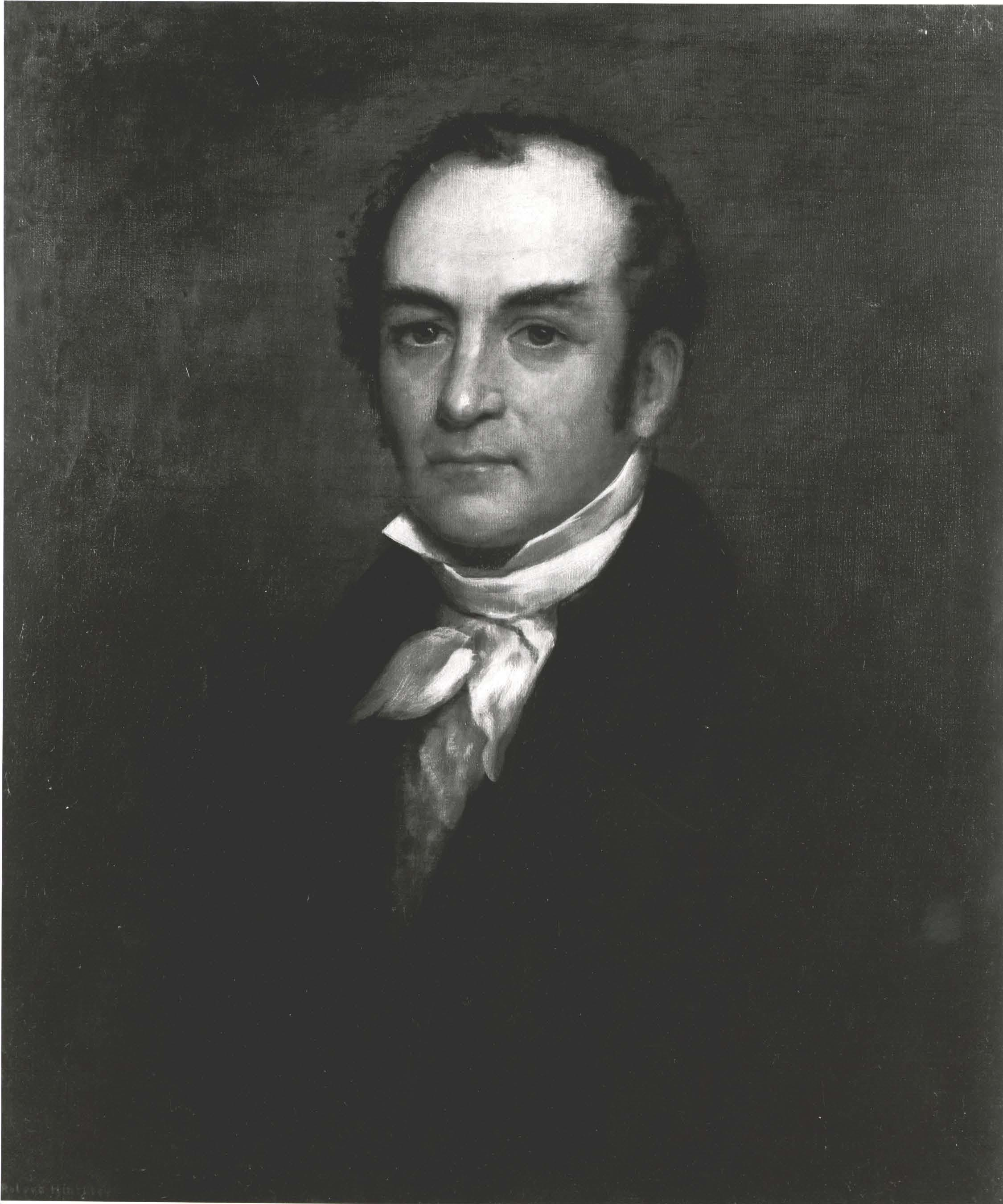
Louis McLane

Louis McLane (* 28. Mai 1786 in Smyrna, Delaware; † 7. Oktober 1857 in Baltimore, Maryland) war ein US-amerikanischer Politiker, Senator, Finanz- und Außenminister.

## Leben
McLane wurde in Smyrna geboren und ging auf eine Privatschule. Im Alter von 17 Jahren heuerte er für ein Jahr auf der Philadelphia als Seemann an. Mit 18 Jahren ging er dann auf das Newark College, die spätere University of Delaware, und studierte Jura. 1807 begann er mit einer eigenen Anwaltspraxis in seiner Geburtsstadt.
Nach Beendigung seiner Militärzeit am Ende des Britisch-Amerikanischen Krieges kümmerte er sich zunehmend um seinen politischen Einfluss und wurde von 1817 bis 1827 fünfmal in Folge als Vertreter der Föderalisten in das Repräsentantenhaus der Vereinigten Staaten gewählt. Er wurde noch ein sechstes Mal gewählt, lehnte dies aber ab und wechselte als Vertreter Delawares ab dem 4. März 1827 in den Senat der Vereinigten Staaten. Dort legte er sein Mandat am 16. April 1829 nieder, um Botschafter im Vereinigten Königreich zu werden. Nach seiner Rückkehr berief ihn Präsident Andrew Jackson als Finanzminister in sein Kabinett, wo er am 8. August 1831 die Nachfolge von Samuel D. Ingham antrat. Am 29. Mai 1833 übernahm er dann als Nachfolger von Edward Livingston das Amt des Außenministers, das er bis zum 30. Juni 1834 bekleidete. Zwischenzeitlich war er zu den von Andrew Jackson gegründeten Demokraten übergetreten.
Nach seiner Zeit als Außenminister zog er nach Baltimore um und war von 1837 bis 1847 Präsident der Baltimore and Ohio Railroad. Von 1845 bis 1846 fungierte er dann noch einmal als Botschafter in London.